# Japi aus Holland
Japi aus Holland, auch Japi wohnt in Holland (Originaltitel: Jackie bor i Holland) ist der Titel eines Buches der schwedischen Schriftstellerin Astrid Lindgren, mit den Fotos von Anna Riwkin-Brick. 1963 erschien das Buch bei Rabén & Sjögren. Noch im selben Jahr brachte der Oetinger Verlag das Buch auch in Deutschland heraus.

## Inhalt
Japi lebt in Holland in einer Stadt direkt am Meer. Sein Vater ist Fischer, manchmal begleitet Japi diesen beim Fischfang.
Japi hätte gerne ein Fahrrad, doch seine Eltern können sich das nicht leisten. Die anderen Kindern haben alle ein Fahrrad und fahren gemeinsam zur Landzunge an der die Segeljacht der Königin vorbeikommen soll. Traurig schaut Japi diesen nach.
Doch seine Freundin Elleke kann ihn erst einmal ablenken und die beiden spielen zusammen mit den Kaninchen im Garten. Danach versuchen sie die Landzunge zu Fuß zu erreichen. Allerdings sind sie zu spät und das Boot ist schon weg. Als Japi seinem Vater davon erzählt, sagt dieser, dass er Japi ein Fahrrad kaufen möchte, aber noch ganz lange dafür sparen müsse.
Doch Japis Großeltern habe eine Überraschung für Japi. Von ihrem Ersparten kaufen sie diesem ein Fahrrad. Überglücklich präsentiert Japi dieses seiner Freundin Elleke.

## Hintergrund
Japi aus Holland ist das achte von insgesamt 15 Büchern aus der Reihe Kinder unserer Erde. Die Geschichte basiert auf wahren Begebenheiten. Allerdings wurden einige Dinge geändert.

## Dokumentarfilm aus Israel
In Israel war die Serie Kinder unserer Erde, zu der auch Japi aus Holland gehört, ein großer Erfolg. Letzterer basierte auch auf den Übersetzungen der Dichterin Leah Goldberg. Im Jahr 2014 drehte die israelische Regisseurin Dvorit Shargal einen 50-minütigen Dokumentarfilm mit dem Titel Where is Elle-Kari and what happened to Noriko-san?. In diesem Film wird auch über den Verbleib von Japi nach Ende des Buches berichtet. Außerdem zeigt „Japi“ die Plätze, auf denen die Fotos entstanden. Er erzählt von seinem ersten Fahrrad, welches er von Astrid Lindgren zum Geburtstag erhielt und liest einen Brief vor, den ihm Astrid Lindgren später schrieb. In diesem erinnert sich Astrid Lindgren an ihren Besuch in Holland, bei dem sie das Buch gemeinsam mit Anna Riwkin erstellte.

## Rezeption
Bjornen Sobel findet, dass das Buch einen Einblick in die Niederlande gibt und deren Lebensstil in den 1950er Jahren. Dieses großartige Fotobuch zeige eine völlig anderes Umgebung. Es sie ein sehr attraktives Bilderbuch für Kinder jeden Alters.

## Ausgaben
- Jackie bor i Holland, Rabén & Sjögren, 1963, schwedische Ausgabe
- Dirk lives in Holland, The Macmillan Company, 1964, US-amerikanische Ausgabe
- Japi aus Holland, Oetinger Verlag, 1963, deutsche Ausgabe, ins Deutsche übersetzt von Margot Franke